# Elżbieta Krystyna z Brunszwiku-Wolfenbüttel
Elżbieta Krystyna z Brunszwiku-Wolfenbüttel, niem. Elisabeth Christine von Braunschweig-Wolfenbüttel  (ur. 28 sierpnia 1691 w Brunszwiku, zm. 21 grudnia 1750 w Wiedniu) – księżniczka Brunszwiku-Wolfenbüttel, cesarzowa Świętego Cesarstwa Rzymskiego, królowa Czech i Węgier.

## Zarys biografii
Była najstarszą córką księcia brunszwickiego na Lüneburgu Ludwika Rudolfa i Krystyny Luizy, córki księcia Albrechta Ernesta I von Oettingen.
Już kiedy Elżbieta Krystyna miała 13 lat wiązano plany dotyczące jej przyszłego małżeństwa z arcyksięciem Karolem Habsburgiem (ur. 1 października 1685, zm. 20 października 1740), pretendentem do tronu Hiszpanii. Mariaż ten był pomysłem ambitnego dziadka Elżbiety, księcia Antoniego Ulryka i szwagierki Karola, cesarzowej Wilhelminy Amalii, pochodzącej z innej gałęzi rodu Welfów. Elżbieta, która była protestantką, początkowo sprzeciwiała się małżeństwu z katolickim arcyksięciem, ale ostatecznie przekonała się do konwersji na wiarę katolicką i 1 maja 1707 przeszła na katolicyzm w Bambergu.
W tym czasie Karol walczył w Hiszpanii o tamtejszą koronę. Podczas uroczystości małżeństwa per procuram w Wiedniu reprezentował go jego brat, cesarz Józef I. W lipcu 1708 Elżbieta przybyła do Hiszpanii i 1 sierpnia w Barcelonie wzięła ślub z Karolem. Karol był synem cesarza Leopolda I i Eleonory Magdaleny von Pfalz-Neuburg, córki elektora palatyna Renu Filipa Wilhelma. Karol i Elżbieta mieli syna i trzy córki:
- Leopold Jan (ur. 13 kwietnia 1716, zm. 4 listopada 1716)
- Maria Teresa (ur. 13 maja 1717, zm. 29 listopada 1780), cesarzowa Świętego Cesarstwa Rzymskiego
- Maria Anna (ur. 26 września 1718, zm. 16 grudnia 1744), żona księcia Karola Lotaryńskiego
- Maria Amalia (ur. 5 kwietnia 1724, zm. 19 kwietnia 1730)

Karolowi nie udało się zdobyć hiszpańskiej korony, ale po śmierci brata w 1711 został cesarzem rzymsko-niemieckim, królem Węgier i Czech. Elżbieta została cesarzową. Dzięki swoim staraniom doprowadziła w 1733 do małżeństwa swojej siostrzenicy Elżbiety Krystyny z synem króla Prus Fryderykiem. Przeżyła męża o 10 lat. Zmarła w 1750.